# Municipio de Elkhorn (Kansas)
El municipio de Elkhorn (en inglés: Elkhorn Township) es un municipio ubicado en el condado de Lincoln en el estado estadounidense de Kansas. En el año 2010 tenía una población de 929 habitantes y una densidad poblacional de 9,98 personas por km².

## Geografía
El municipio de Elkhorn se encuentra ubicado en las coordenadas 39°0′12″N 98°5′35″O / 39.00333, -98.09306. Según la Oficina del Censo de los Estados Unidos, el municipio tiene una superficie total de 93.11 km², de la cual 93,09 km² corresponden a tierra firme y (0,03 %) 0,02 km² es agua.

## Demografía
Según el censo de 2010, había 929 personas residiendo en el municipio de Elkhorn. La densidad de población era de 9,98 hab./km². De los 929 habitantes, el municipio de Elkhorn estaba compuesto por el 95,69 % blancos, el 0,43 % eran afroamericanos, el 1,4 % eran amerindios, el 0,11 % eran asiáticos, el 1,08 % eran de otras razas y el 1,29 % eran de una mezcla de razas. Del total de la población el 3,01 % eran hispanos o latinos de cualquier raza.